# Espiramicina
La espiramicina és un antibiòtic macròlid i antiparasitari. S'utilitza per tractar la toxoplasmosi i diverses altres infeccions dels teixits tous. Tot i que s'utilitza a Europa, Canadà i Mèxic, l'espiramicina encara es considera un fàrmac experimental als Estats Units, però de vegades es pot obtenir amb un permís especial de la FDA per a la toxoplasmosi durant el primer trimestre de l'embaràs. Una altra opció de tractament (utilitzada habitualment després de 16 setmanes de gestació) és una combinació de pirimetamina i sulfadiazina (administrada amb leucovorin).
Està comercialitzat a Espanya amb el nom de Rovamycine.